# Salsola leptoclada
Salsola leptoclada är en amarantväxtart som beskrevs av Michel Gandoger. Salsola leptoclada ingår i släktet sodaörter, och familjen amarantväxter. Inga underarter finns listade i Catalogue of Life.